# フィオレンツオーラ・ダルダ
フィオレンツオーラ・ダルダ（伊: Fiorenzuola d'Arda）は、イタリア共和国エミリア＝ロマーニャ州ピアチェンツァ県にある、人口約15,000人の基礎自治体（コムーネ）。

## 地理

### 位置・広がり

#### 隣接コムーネ
隣接するコムーネは以下の通り。
- アルセーノ
- ベゼンツォーネ
- カデーオ
- カルパネート・ピアチェンティーノ
- カステッラルクアート
- コルテマッジョーレ

### 気候分類・地震分類
フィオレンツオーラ・ダルダにおけるイタリアの気候分類 (it) および度日は、zona E, 2559 GGである。
また、イタリアの地震リスク階級 (it) では、zona 3 (sismicità bassa) に分類される。

## 歴史
Fiorenzuolaは繁栄(Florentia)を由来とし、d'Ardaは町を流れるアルダ川を由来とする。その名のとおり、中世においてパルマとピアチェンツァの間で栄え、1300年頃制作されて1400年頃に改修された聖ボニファーチョの記念碑や聖フランシスの教会、ヴェルディの劇場といった建造物に名残が見られる。フィオレンツオーラ・ダルダは、280年事までは小さな村落だったが、ローマがガリア人らを定住させ、744年頃には勢力を拡大しイタリアに侵入したフランク王国の征服地として、重要な文書に名が記される存在となる。フランク王国が分裂し、中フランク王国、ロタリンギアを経てイタリア北部は都市国家が分立する状態となり、923年頃からフィオレンツオーラ・ダルダはパルマとピアチェンツァとの間で発達した。

## 著名な出身者
- ジュリオ・アルベローニ（Giulio Alberoni）、枢機卿（+ 1752年）

## スポーツ
- セイ・ジョルニ・デッレ・ローゼ、6日間レースとして知られる自転車競技。

## 姉妹都市
- カマグエイ、キューバ
- ゼニツァ、ボスニア・ヘルツェゴビナ
- Laussonne、フランス